# Leucochrysa (Nodita) explorata
Leucochrysa (Nodita) explorata is een insect uit de familie van de gaasvliegen (Chrysopidae), die tot de orde netvleugeligen (Neuroptera) behoort. 
Leucochrysa (Nodita) explorata is voor het eerst wetenschappelijk beschreven door Hagen in 1861.